# Trofeul Carpați (handbal feminin) - Ediția a 6-a
Competiția din 1964 reprezintă a șasea ediție a Trofeului Carpați la handbal feminin pentru senioare, turneu amical organizat anual de Federația Română de Handbal începând din 1959. Ediția din 1964, la care au luat parte patru echipe, a fost găzduită de orașul București și s-a defășurat între 20-22 noiembrie 1964. Câștigătoarea turneului din 1964 a fost selecționata orașului Belgrad.
Meciurile s-au desfășurat în Sala Floreasca.

## Echipe participante
La a șasea ediție a Trofeului Carpați nu au fost înscrise echipe naționale ci selecționate ale orașelor.

### România
România a fost reprezentată de două selecționate ale capitalei București.

#### Selecționata orașului București
Selecționata principală a orașului București a fost pregătită de antrenorii Constantin Popescu și Francisc Spier.
| Portari - Irene Nagy-Klimovski - Maria Buzaș Extreme - Maria Scheip-Constantinescu - extremă stânga - Constanța Dumitrescu - Iuliana Naco Centri - Maria Bota - Aneta Schramko | Pivoți - Elena Hedeșiu Interi - Rodica Floroianu - Aurora Leonte - Anna Stark-Stănișel |

#### Selecționata de tineret a orașului București
Selecționata de tineret a orașului București a fost pregătită de antrenorul Victor Chita.
| Portari - Lucreția Anca - Maria Nicolae Extreme - Lidia Dumitru - Tereza Székely Centri - Rodica Bain - Petruța Băicoianu-Cojocaru | Pivoți - Valeria Preda - Rozália Soós Interi - Elena Dobârceanu-Răducanu - Monica Madău - Angela Moșu - Gabriela Vârlan |

### Iugoslavia
Iugoslavia a fost reprezentată de o selecționată a capitalei Belgrad.

### Uniunea Sovietică
Uniunea Sovietică a fost reprezentată de o selecționată a capitalei Moscova.

## Clasament și statistici
Ediția a șasea a Trofeului Carpați la handbal feminin a fost câștigată de selecționata orașului Belgrad.

### Clasamentul final
|   | Belgrad           |
|   | București         |
|   | București-tineret |
| 4 | Moscova           |